# Heiner Kuch
Heiner Kuch (* 1. September 1893 in Nürnberg; † 18. November 1976 ebenda) war ein deutscher Eisenbahningenieur und Erfinder, der besonders durch die Leitschienenbahn bekannt wurde.

## Leben
Bei der Leitschienenbahn als einer Sonderform der Eisenbahn werden getrennte Räder für Antrieb und Tragefunktion einerseits und für Spurführung andererseits verwendet. Die Spurführungsräder berühren dabei eine besondere Leitschiene. Der Vorteil dieses Systems ist die Sicherheit gegen Entgleisungen und höhere mögliche Geschwindigkeiten. Zusammen mit Jacobi erhielt er 1931 ein Deutsches Reichspatent auf diese Erfindung.
Nach dem Zweiten Weltkrieg entwickelte Kuch das System weiter. Das Problem der Schienenstöße und -lücken sollte durch schräg geschnittene bzw. sich überlappende Schienenenden vermieden werden (Deutsches Patent 804 443 vom 10. Januar 1951). Auf der Deutschen Verkehrs-Ausstellung in München 1953 wurde eine 200 m lange Modellanlage im Maßstab 1:33 gezeigt.
In zahlreichen Vorträgen, Artikeln in der Fachpresse und auch in der populärwissenschaftlichen Literatur versuchte Heiner Kuch seine Idee zu verbreiten. So erschien 1953 das Jugendbuch Vom Adler zur Leitschienenbahn, in dem die Entwicklung der Eisenbahn von ihren Anfängen bis hin zur (fiktiven) Einführung seiner Leitschienenbahn als Höhepunkt dargestellt wurde. Das Umschlagbild und die Farbtafeln im Inneren des Buchs stammten von Heiner Kuch selbst, denn er betätigte sich auch als Kunstmaler. Das Buch erschien 1953 im Blüchert-Verlag Stuttgart. Eine Lizenzausgabe gab es im Bertelsmann-Lesering.

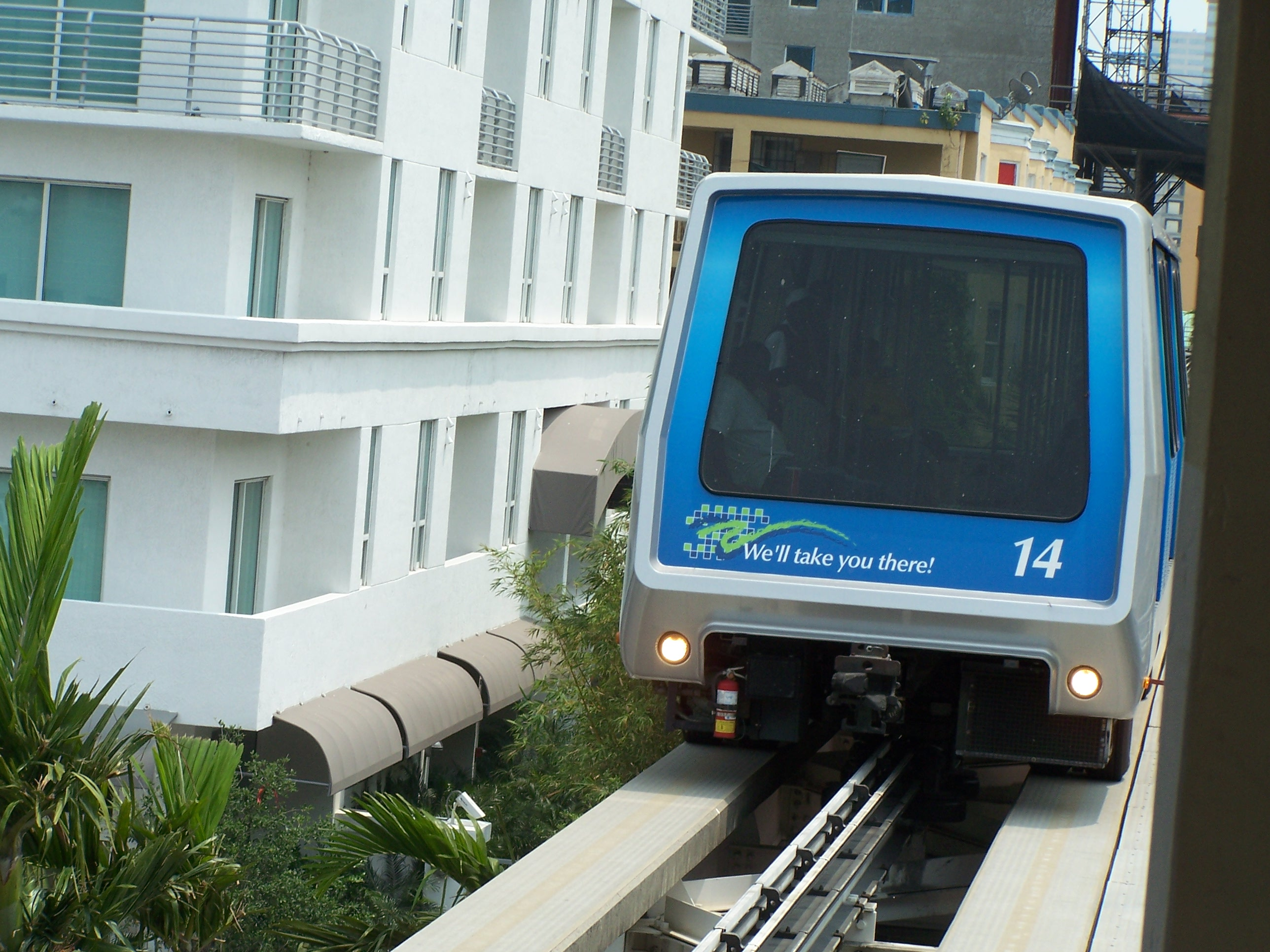
Miami Metromover

Im Fernverkehr fand das Prinzip der Leitschienenbahn keine Anwendung. Im Nahverkehr entstanden folgende Bahnen:
- die 1971 eröffnete Metro in Sapporo, Japan
- die 1982 eröffnete Yukarigaoka bei Tokio, Japan
- mehrere People Mover der Firma Westinghouse (bzw. ab 1988 AEG-Westinghouse) auf Flughäfen in den USA, in Großbritannien und seit 1994 auch in Deutschland auf dem Flughafen Frankfurt Main
- der 1986 in Miami eröffnete Metromover
- das 1989 in Irving (Texas) eröffnete Las Colinas Personal Transit System.
- der 1991 in Komaki bei Nagoya (Japan) eröffnete Peachliner (Ende September 2006 stillgelegt)

Nach 1960 entwickelte Kuch die „Leitschienenbahn neuer Form“, bei der die Fahrzeuge auf gummibereiften Rädern sowohl spurgeführt als auch mit konventioneller Lenkung auf normalen Straßen fahren konnten. Später wurde diese Idee mit dem Spurbus verwirklicht (praktische Anwendungen unter anderem in Essen und bei der O-Bahn Adelaide).
Als Maler schuf Heiner Kuch Bilder von Verkehrsmitteln, besonders Eisenbahnzügen. Daneben befasste er sich mit historischen Stadtansichten und mystischen Themen. 1993 gab es in Nürnberg eine Erinnerungsausstellung unter dem Titel Triumph der Kunst.